# Porky's II: The Next Day
Porky's II: The Next Day (Nederlandse titel: Porky's 2: De volgende ochtend) is een Amerikaanse komische film uit 1983.

## Rolverdeling
| Acteur             | Personage                |
| ------------------ | ------------------------ |
| Dan Monahan        | Edward "Pee Wee" Morris  |
| Wyatt Knight       | Tommy Turner             |
| Mark Herrier       | Billy McCarty            |
| Tony Ganios        | Anthony "Meat" Tuperello |
| Scott Colomby      | Brian Schwartz           |
| Cyril O'Reilly     | Tim Cavanaugh            |
| Kaki Hunter        | Wendy Williams           |
| Ilse Earl          | Morris                   |
| Eric Christmas     | Carter                   |
| Bill Wiley         | Bubba Flavel             |
| Nancy Parsons      | Beulah Balbricker        |
| Joseph Runningfox  | John Henry               |
| Roger Wilson       | Mickey Jarvis            |
| Art Hindle         | Officer Ted Jarvis       |
| Jack Mulcahy       | Frank Bell               |
| Bill Hindman       | Goodenough               |
| Mal Jones          | Abernathy                |
| Richard Liberty    | Couch                    |
| Lonnie Magargle    | Hurley                   |
| Edward Winter      | Bob Gebhardt             |
| Will Knickerbocker |                          |